# Anthophora fuliginosa
Anthophora fuliginosa är en biart som beskrevs av Morawitz 1894. Anthophora fuliginosa ingår i släktet pälsbin, och familjen långtungebin. Inga underarter finns listade i Catalogue of Life.